# Hrvatski nacionalni front (HNF)
Hrvatski nacionalni front (HNF) je domoljubna, humanitarna i braniteljska organizacija. Zamišljena je i kao udruženje koja pod svoje okrilje želi okupiti sve hrvatske domoljube. Pripadnici HNF-a teže afirmaciji nacionalne i domoljubne svijesti što većeg broja pripadnika hrvatskoga naroda katoličke, pravoslavne i islamske vjeroispovjesti.

## Povijest

### HNF (1967. – 1974.)
HNF je 1967. godine osnovao Mate Prpić.  U ljeto 1972. je zajedno s Ivanom Matičevićem ušao u Jugoslaviju gdje su širili propagandni materijal. Prema službenim jugoslavenskim izvorima ubili su zapovjednika policijske postaje u Karlobagu i vratili se u Njemačku. U drugoj polovici 1974. godine ponovno su ušli u Jugoslaviju, ali im je UDBA uz pomoć agenata postavila zasjedu. Obojica su ubijeni. Uz njih je poginuo i jedan policajac, a više ih je ranjeno. Njihovom pogibijom HNF je prestao postojati.

### Početci današnje udruge
Prve ideje o osnivanju udruge, odnosno neprofitne organizacije koja će okupljati sve hrvatske domoljube počele su krajem rujna 2009. godine. Osnivačka skupština udruge Hrvatski nacionalni front održana je 10. travnja 2010. godine u Zagrebu, te je ujedno donesen statut udruge na temelju članka 11 Zakona o udrugama. Hrvatski nacionalni front je kao udruga službeno registriran u srpnju 2010. S vremenom se osnivaju podružnice diljem Hrvatske i u inozemstvu.  

## Vodstvo Udruge (organizacije)
Predsjednik organizacije je Stjepan Penc, predsjednik Mladeži (15-24 godina) je Denis Bašnec, a predsjednik Uzdanice (mlađi od 15 godina) je Luka Labrović.

## Temeljna načela organizacije
Udruga Hrvatski nacionalni front je izvanstranačka,samostalna i sveobuhvatna udruga hrvatskih domoljuba u Domovini i Hrvata koji žive u inozemstvu, koja se u svom djelovanju u potpunosti odriče i distancira od totalitarnih ideologija kao što su nacizam, fašizam i komunizam. Temeljni ciljevi Udruge od početka njezinog djelovanja jesu i skrb za branitelje koji su sudjelovali u Domovinskom ratu i članove njihovih obitelji, kao i borba za očuvanje nacionalnih interesa Republike Hrvatske u svim područjima.

## Vanjske poveznice
- Statut udruge Hrvatski nacionalni front[neaktivna poveznica]